# Roger Mills (Leichtathlet)
Roger George Mills (* 11. Februar 1948 in Romford) ist ein ehemaliger britischer Leichtathlet, der eine Bronzemedaille bei Europameisterschaften gewann.

## Sportliche Karriere
Bei den Europameisterschaften 1974 in Rom siegte Wolodymyr Holubnytschyj aus der Sowjetunion im 20-km-Gehen knapp vor dem Deutschen Bernd Kannenberg. Drei Minuten hinter den beiden erkämpfte Mills die Bronzemedaille mit einer halben Minute Vorsprung vor dem Italiener Armando Zambaldo.
Vier Jahre später bei den Europameisterschaften in Prag belegte Mills den 21. Platz, wobei er schneller war als 1974 in Rom.
1980 bei den Olympischen Spielen in Moskau war Mills im 20-Km-Gehen als einziger Brite am Start. Er erreichte den zehnten Platz mit über sieben Minuten Rückstand auf die Medaillengewinner.
1981 bei den Halleneuropameisterschaften in Grenoble trat Mills im Bahngehen über 5000 Meter an und belegte den siebten Platz.
1982 bei den Commonwealth Games in Brisbane startete Mills im 30-km-Gehen und belegte als bester Engländer den siebten Platz. Bester Brite war der Waliser Steve Barry, der den Wettbewerb gewann.
1983 bei den Weltmeisterschaften in Helsinki war Phil Vesty als 25. bester Brite im 20-km-Gehen. Drei Minuten hinter Vesty belegte Mills den 37. Platz, wobei er in 1:30:25 h schneller war, als bei seinen vorherigen Meisterschaftsteilnahmen.
Seine Bestzeit über 20 km von 1:27,00 h ging Mills 1980.